# Adelogyrinus
Adelogyrinus is een geslacht van uitgestorven amfibieën behorende tot de Adelospondyli.